# Мираламов, Гусейнбала Фазиль оглы
Гусейнбала Фазиль оглы Мираламов (азерб. Hüseynbala Fazil oğlu Mirələmov; род. 25 июня 1945, Nüravud, Лерикский район) — государственный и политический деятель. Депутат Милли меджлиса Азербайджанской Республики III, IV, V созывов. Доктор технических наук, профессор.

## Биография
Родился Гусейнбала Мираламов 25 июня 1945 году в селе Нуравуд, ныне Лерикского района, Республики Азербайджан. В 1964 году окончил одиннадцатый класс школы № 2 города Ленкорань с серебряной медалью. В 1970 году завершил обучение на строительном факультете Азербайджанского политехнического института (ныне АзТУ) по специальности «Промышленное и гражданское строительство». С 1970 по 1971 годы проходил срочную военную службу в городе Балтийске Калининградской области.
С 1965 года работал в главном литературном отделе редакции газеты «Азербайджанский Пионер». С 1972 года работал исполнителем работ, главным инженером и начальником управления газового строительства № 4 Государственного комитета по газификации Азербайджана.
С 1986 года работал начальником треста «Азергазтамиртекинтез», с 1988 года — начальник производственного объединения «Жидкий газ», с 1989 года — первый заместитель председателя Государственного топливного комитета Азербайджана.
С 1992 года занимался бизнесом.
С 1996 года был заместителем начальника производственного управления «Бакгаз», с 1998 года — директор Азербайджанского завода по переработке газа.
С 1992 по 2021 годы являлся членом Партии «Новый Азербайджан» и занимал должность председателя Хатаинской районной организации.
В 2005, 2010 и 2015 годах избирался депутатом Милли Меджлиса III, IV и V созывов по Хатаинскому первому избирательному округу № 33. Был членом комитетов по аграрной политике и культуре Милли Меджлиса. Являлся членом рабочих групп по межпарламентским связям Азербайджан-Соединенные Штаты Америки, Азербайджан-Великобритания, Азербайджан-Литва, Азербайджан-Россия, Азербайджан-Турция. Являлся руководителем азербайджано-кувейтской межпарламентской рабочей группы.
23 апреля 2021 года Мираламов был освобожден от должности председателя Хатаинской районной организации Партии «Новый Азербайджан» из-за неэтичного скандального видео в социальных сетях, а также исключен из рядов партии с лишением членства в Совете ветеранов.

## Литературная деятельность
В литературу как писатель пришёл, обучаясь в 7 классе. В 1961 году он опубликовал первый свой рассказ «Bir tikə çörək». Первая книга рассказов «Полёт одинокого журавля» вышла в свет в 1986 году. Книги из серии «Жизнь выдающихся людей» издательства «Молодая гвардия» о Гейдаре Алиеве, о выдающемся ученом-офтальмологе Зарифе Алиевой и о Президенте Ильхаме Алиеве переведены на более чем 40 иностранных языков. Автор более 30 художественных и публицистических книг.

## Научная деятельность
Автор и соавтор книг «Основы нанотехнологии и нанохимии», «Транспортировка нефти и газа по трубопроводам», «Строительная теплофизика», «Правила безопасности на газоперерабатывающих заводах», "Сварка трубопроводов и конструкций " и других.
Гусейнбала Мираламов — член-корреспондент Академии инженеров Азербайджана, международных инженеров, член Российской горной академии. Член Союзов писателей Азербайджана, Кыргызстана, стран Азии и Африки. Доктор технических наук, профессор.
Мираламов работал заведующим кафедрой «Транспортировка и хранение нефти и газа» факультета газовой инженерии Азербайджанского государственного университета нефти и промышленности. Был освобождён от занимаемой должности 22 апреля 2021 года.

## Награды
- Орден «Слава» (24 июня 2015) — за активное участие в общественно-политической жизни Азербайджанской Республики[6].
- Орден Трудового Красного Знамени (1980).
- Медаль «100-летие Азербайджанской Демократической Республики» (2019).
- Заслуженный инженер Азербайджана (18 ноября 2010) — за заслуги в развитии образования в Азербайджане[7].